# Adventist World Radio
Adventist World Radio (AWR) ist ein adventistischer Rundfunksender, der im Oktober 1971 in Portugal gegründet wurde.
Ziel des vorerst gemieteten Kurzwellensenders war es, die Menschen in der UdSSR und anderen kommunistischen Ländern Osteuropas mit christlichem Programm zu erreichen. Anfangs wurde für 12 Wochenstunden in 10 verschiedenen Sprachen gesendet. 1987 baute AWR in Guam ein eigener Kurzwellensender auf und erweiterte in den Folgejahren das Angebot auf weitere Sprachen und Regionen in Afrika, Asien und Südamerika. Ab 2014 wurde AWR auch über AudioNow verbreitet.
Die Sendungen in deutscher Sprache wurden 2007 aus dem Kurzwellenprogramm von Adventist World Radio genommen.
AWR nutzte für seine Sendungen auch angemietete Sendeanlagen, wie die Kurzwellen-Sendeanlage in Moosbrunn bei Wien, in Malta, Andorra, Ceylon usw. Diese Sendungen wurden bis 2024 sukzessive eingestellt, ab dann wurden Sendungen nur mehr von der Anlage in Guam ausgestrahlt.